# Ecuador Open Quito 2016
Ecuador Open Quito 2016 byl tenisový turnaj mužů na profesionálním okruhu ATP World Tour, hraný v místním areálu na otevřených antukových dvorcích. Konal se mezi 1. až 7. únorem 2016 v ekvádorské metropoli Quitu jako druhý ročník turnaje.
Řadil se do kategorie ATP World Tour 250. Do dvouhry nastoupilo dvacet osm hráčů a ve čtyřhře startovalo šestnáct párů. Celkový rozpočet činil 520 070 dolarů. Nejvýše nasazeným hráčem ve dvouhře se stal sedmnáctý tenista světa Bernard Tomic z Austrálie. Posledním přímým účastníkem v hlavní singlové soutěži byl 137. argentinský hráč žebříčku Facundo Argüello. Singlovou soutěž vyhrál dominikánský obhájce titulu Víctor Estrella Burgos a premiérové trofeje na okruhu ATP Tour si ze čtyřhry připsal pár Pablo Carreño Busta a Guillermo Durán.

## Rozdělení bodů
| Soutěž  | vítězové | finalisté | semifinalisté | čtvrtfinalisté | 16 v kole | 32 v kole | Q  | Q3 | Q2 | Q1 |
| ------- | -------- | --------- | ------------- | -------------- | --------- | --------- | -- | -- | -- | -- |
| dvouhra | 250      | 150       | 90            | 45             | 20        | 0         | 12 | 6  | 0  | 0  |
| čtyřhra | 250      | 150       | 90            | 45             | 0         |           |    |    |    |    |

### Finanční odměny
| Soutěž                              | vítězové | finalisté | semifinalisté | čtvrtfinalisté | 16 v kole | 32 v kole | Q3     | Q2     | Q1 |
| ----------------------------------- | -------- | --------- | ------------- | -------------- | --------- | --------- | ------ | ------ | -- |
| dvouhra                             | $82 450  | $43 430   | $23 525       | $13 400        | $7 900    | $4 680    | $2 105 | $1 055 | —  |
| čtyřhra                             | $26 070  | $13 170   | $7 140        | $4 080         | $2 390    | —         | —      | —      | —  |
| částka ve čtyřhře je uvedena na pár |          |           |               |                |           |           |        |        |    |

## Dvouhra mužů

### Nasazení
| Stát                          | Hráč                   | ATP | Nasazení |
| ----------------------------- | ---------------------- | --- | -------- |
| Austrálie                     | Bernard Tomic          | 17. | 1.       |
| Španělsko                     | Feliciano López        | 19. | 2.       |
| Brazílie                      | Thomaz Bellucci        | 37. | 3.       |
| Španělsko                     | Fernando Verdasco      | 45. | 4.       |
| Dominikánská republika        | Víctor Estrella Burgos | 55. | 5.       |
| Itálie                        | Paolo Lorenzi          | 57. | 6.       |
| Španělsko                     | Albert Ramos-Viñolas   | 61. | 7.       |
| Španělsko                     | Pablo Carreño Busta    | 68. | 8.       |
| Žebříček ATP k 18. lednu 2016 |                        |     |          |

### Jiné formy účasti

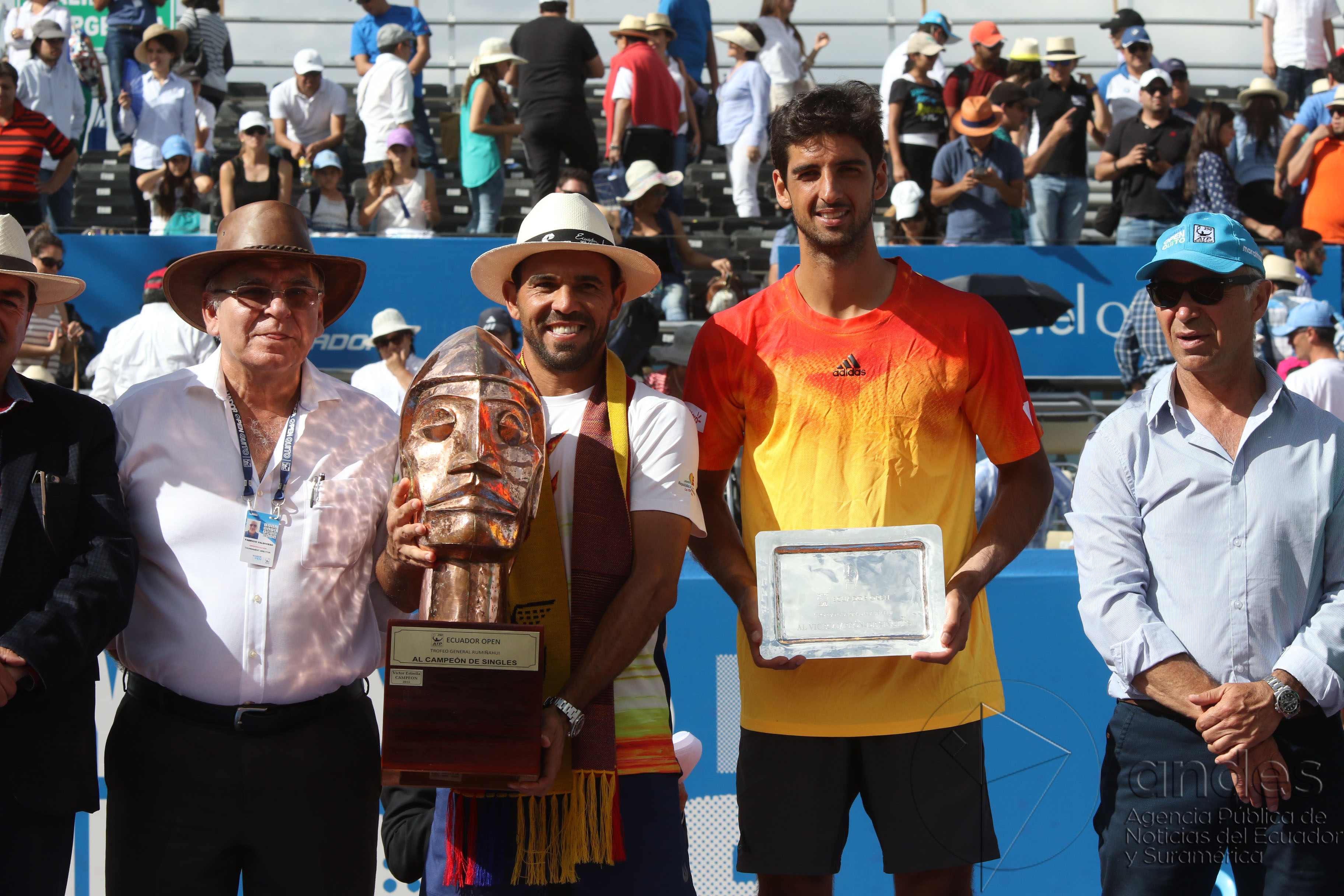
Vítěz Víctor Estrella Burgos a finalista Thomaz Bellucci

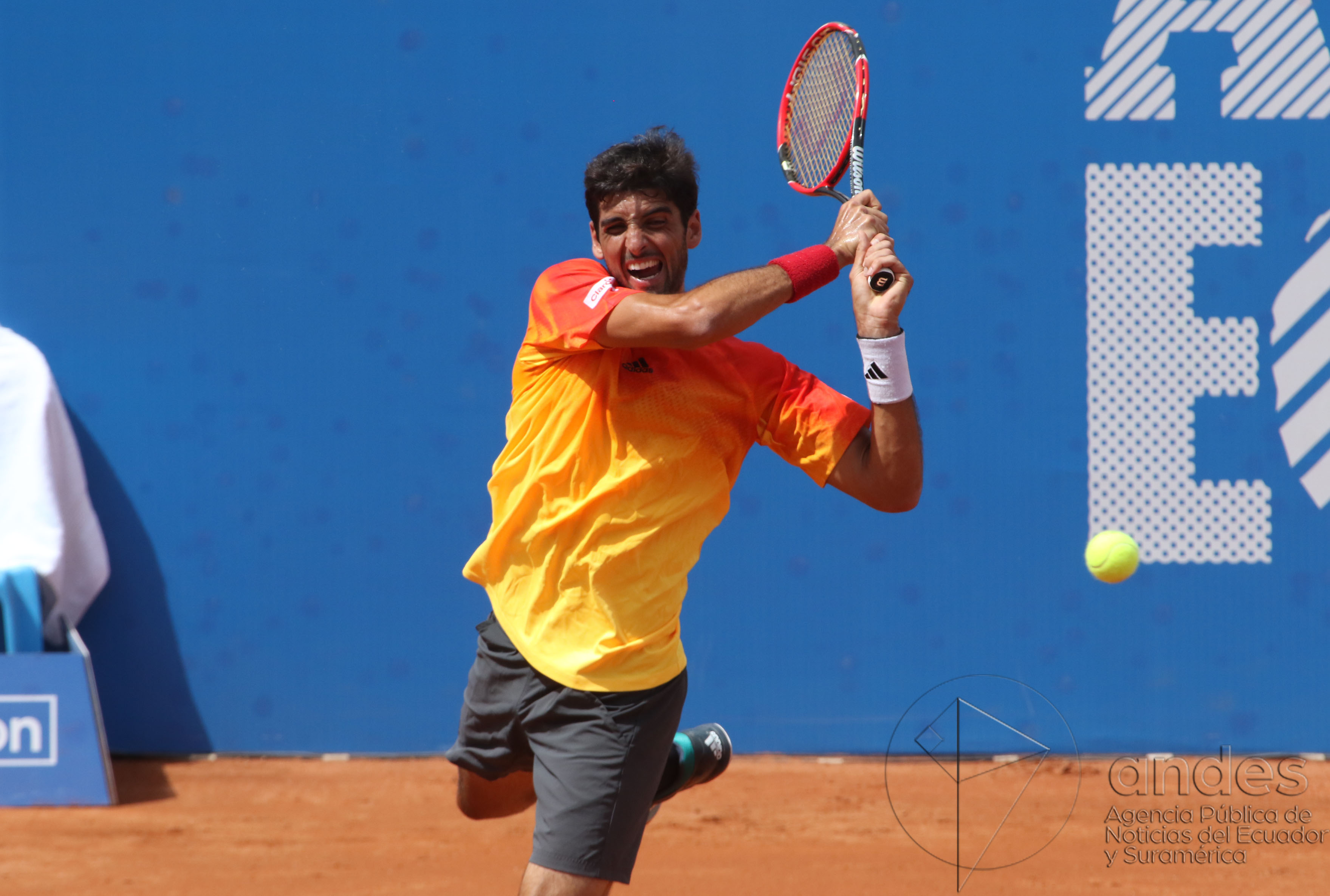
Bekhend Thomaze Bellucciho ve finále

Následující hráčí obdrželi divokou kartu do hlavní soutěže:
- Gonzalo Escobar
- Alejandro González
- Giovanni Lapentti

Následující hráči postoupili z kvalifikace:
- Jozef Kovalík
- Andrej Martin
- Renzo Olivo
- João Souza

### Odhlášení
před zahájením turnaje
- Marco Cecchinato → nahradil jej Roberto Carballés Baena
- Andreas Haider-Maurer → nahradil jej Alejandro Falla
- Ivo Karlović → nahradil jej Facundo Argüello

### Skrečování
- Feliciano López (nevolnost)

## Mužská čtyřhra

### Nasazení
| Stát                                                                                   | Hráč              | Stát     | Hráč               | ATP  | Nasazení |
| -------------------------------------------------------------------------------------- | ----------------- | -------- | ------------------ | ---- | -------- |
| Mexiko                                                                                 | Santiago González | Brazílie | André Sá           | 100. | 1.       |
| Indie                                                                                  | Purav Raja        | USA      | Rajeev Ram         | 139. | 2.       |
| USA                                                                                    | Austin Krajicek   | USA      | Nicholas Monroe    | 142. | 3.       |
| Německo                                                                                | Gero Kretschmer   | Německo  | Alexander Satschko | 164. | 4.       |
| Žebříček ATP k 18. lednu 2016; číslo je součtem žebříčkového postavení obou členů páru |                   |          |                    |      |          |

### Jiné formy účasti
Následující páry obdržely divokou kartu do hlavní soutěže:
- Emilio Gómez /  Roberto Quiroz
- Giovanni Lapentti /  Fernando Verdasco

Následující pár nastoupil do soutěže z pozice náhradníka:
- Dušan Lajović /  Franko Škugor

### Odhlášení
před zahájením turnaje
- Fernando Verdasco (poranění krku)

v průběhu turnaje
- Albert Ramos-Viñolas (žaludeční potíže)

## Přehled finále

### Mužská dvouhra
- Víctor Estrella Burgos vs.  Thomaz Bellucci, 4–6, 7–6(7–5), 6–2

### Mužská čtyřhra
- Pablo Carreño Busta /  Guillermo Durán vs.  Thomaz Bellucci /  Marcelo Demoliner, 7–5, 6–4